# 王僉 (南梁)
王僉（504年—548年），字公會，琅邪臨沂人，南北朝南梁官員、外戚。
王僉是東晉丞相王導的後裔，父親東陽太守王琳。王僉八歲時父親去世，服喪超過禮節；喪事完畢後獲補任國子生，得到祭酒袁昂稱讚他通曉事理。王僉策中高第，除授長史兼秘書郎中，歷任尚書殿中郎、太子中舍人，與吳郡陸襄一同掌管東宮管記；外任建安太守，土著酋長方善、謝稀等人聚眾騷擾人民，王僉就設計平定，獲得朝廷下詔褒美。之後得授官武威將軍、始興內史，但他以母親逝世辭讓不任職。其後他任職寧遠將軍、南康內史，再轉為安成內史。回朝後王僉除授黃門侍郎，很快改授安西武陵王蕭紀的長史、蜀郡太守；可是他害怕險阻，稱病推辭，因此遭黜免。後來朝廷任命他為戎昭將軍、尚書左丞，補任黃門侍郎，遷太子中庶子，管理東宮管記。太清二年（548年）十二月他去世，虛歲四十五，贈侍中，給與棺材、朝服、喪衣。承聖三年（554年），梁元帝賜諡恭子。

## 家族
- 七世祖東晉丞相王導
- 六世祖東晉建威將軍王劭
- 五世祖東晉臨海太守王穆[3]
- 高祖父劉宋開府儀同三司王僧朗[2][3]
- 曾祖父劉宋黃門侍郎王粹[2][3]
- 祖父南梁左光祿大夫王份[2][3]
- 父親南梁東陽太守王琳[2][3]
- 女兒梁敬帝皇后王氏[6]

## 引用
1. ↑  《宋書·卷八十五·列傳第四十五》：王景文，琅邪臨沂人也。……父僧朗，亦以謹實見知。
2. 1 2 3 4 5 6  《梁書·卷二十一·列傳第十五》：王份字季文，琅邪人也。祖僧朗，宋開府儀同三司、元公。父粹，黃門侍郎。……長子琳……錫字公嘏，琳之第二子也。……僉字公會，錫第五弟也。八歲丁父憂，哀毀過禮。服闋，召補國子生，祭酒袁昂稱爲通理。策高第，除長史兼秘書郎中，歷尚書殿中郎，太子中舍人，與吳郡陸襄對掌東宮管記。出爲建安太守。山酋方善、謝稀聚徒依險，屢爲民患，僉潛設方略，率衆平之，有詔褒美，頒示州郡。除武威將軍、始興內史，丁所生母憂，固辭不拜。
3. 1 2 3 4 5 6 7  《南史·卷二十三·列傳第十三》：王彧字景文，球從子也。祖穆字伯遠，司徒謐之長兄，位臨海太守。父僧朗……奐字道明，彧兄子也。父粹字景深，位黃門侍郎。……奐弟份。份字季文。……長子琳，字孝璋……有子九人，並知名。長子銓……銓弟錫字公嘏……錫弟僉。僉字公會，八歲丁父憂，哀毀過禮。初補國子生，祭酒袁昂稱為通理。累遷始興內史，丁所生母憂，固辭不拜。
4. ↑  《梁書·卷二十一·列傳第十五》：又除寧遠將軍、南康內史，屬盧循作亂，復轉僉爲安成內史，以鎮撫之。還除黃門侍郎，尋爲安西武陵王長史、蜀郡太守。僉憚岨嶮，固以疾辭，因以黜免。久之，除戎昭將軍、尚書左丞，復補黃門侍郎，遷太子中庶子，掌東宮管記。太清二年十二月，卒，時年四十五。贈侍中，給東園秘器，朝服一具，衣一襲。承聖三年，世祖追詔曰：「賢而不伐曰恭，諡恭子。」
5. ↑  《南史·卷二十三·列傳第十三》：又除南康內史，在郡義興主薨，詔起復郡。後為太子中庶子，掌東宮管記。卒，贈侍中。元帝下詔：賢而不伐曰恭，追諡曰恭子。
6. ↑  《南史·卷十二·列傳第二》：敬王皇后，琅邪临沂人也。承圣元年十一月，拜晋安王妃。绍泰元年十月，拜皇后。明年，降为江阴王妃。父佥自有传。